# Departamentul San Salvador
Departamentul San Salvador este una dintre cele 14 unități administrativ-teritoriale de gradul I  ale statului  El Salvador. La recensământul din 2007 avea o populație de 1.567.156 locuitori. Reședința sa este orașul San Salvador. A fost fondat în 1824.